# Teodor Alfred Serwatowski

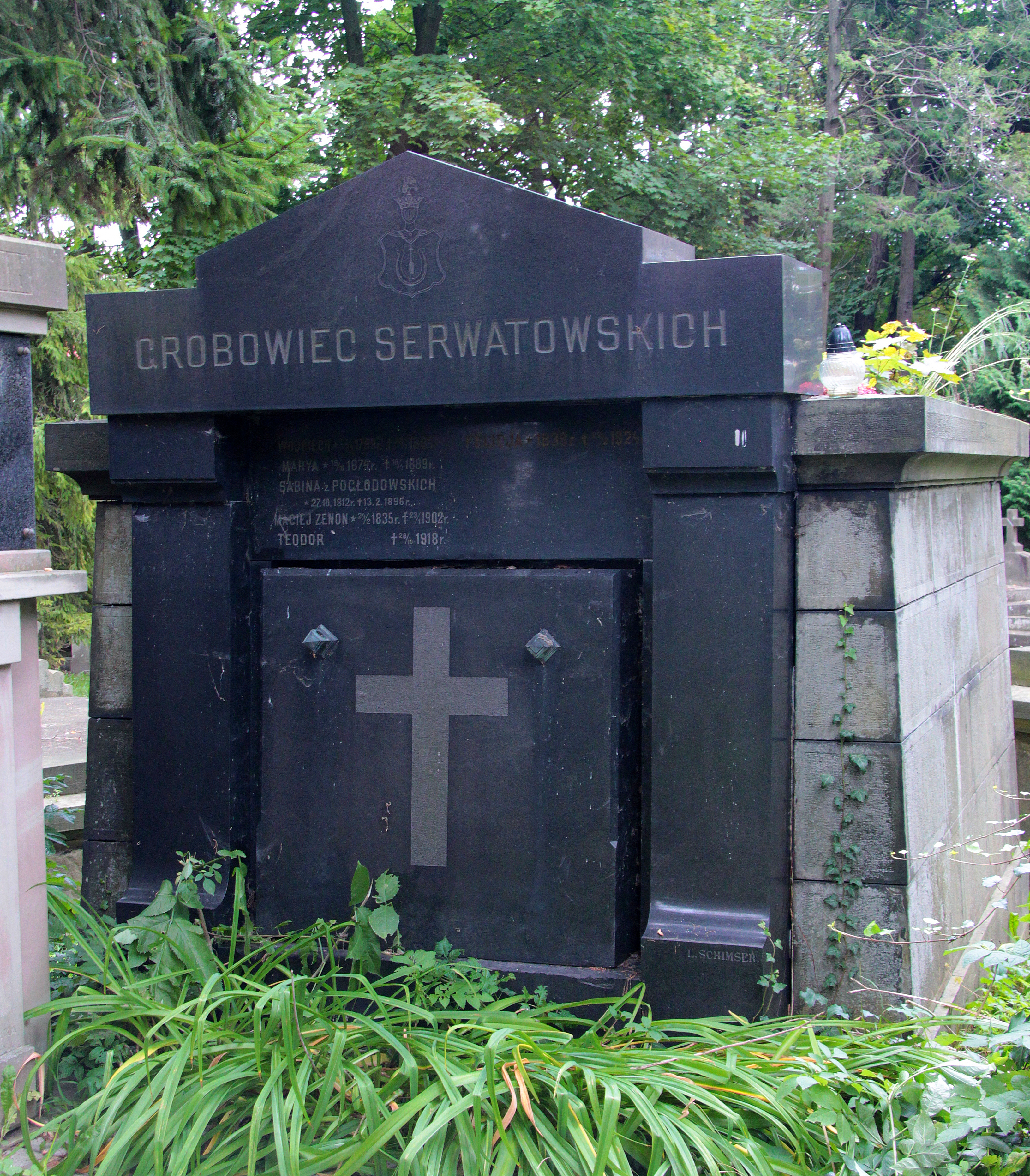
Grobowiec rodzinny Teodora Serwatowskiego

Teodor Alfred Serwatowski herbu Jastrzębiec (ur. 29 maja?/10 czerwca 1836 w Odessie, zm. 8 października 1918 we Lwowie) – polski ziemianin, poseł do austriackiej Rady Państwa,

## Życiorys
Ukończył szkołę średnią oo. Jezuitów w Tarnopolu, a od 1850 uczył się w Akademii Inżynieryjnej w Wiedniu później w Klösterbrück w Dolnej Austrii ukończył ją z odznaczeniem  w 1856. Brał udział w kampanii włoskiej 1859  w stopniu porucznika, później wystąpił z wojska.
Właściciel majątków Bucniów, Nastasów, Jezierzan, Berehów Górnych, Nasicznego i Caryńskiego oraz od 1903 odziedziczonych po bracie Macieju Rajtarowic. W swoich majątkach rozwinął tu na szeroką skalę hodowlę koni arabskich, bydła rasy szwajcarskiej i owiec rasy Lincoln. Uruchomił kamieniołomy w Bucniowie i współfinansował budowę mostu kolejowego nad Seretem. Współorganizował biorąc w nich sam udział wystawy rolnicze w latach 1877, 1894, 1904.
W latach 1867–1895 był członkiem Rady Powiatowej w Tarnopolu. Od 1869 działał w Galicyjskim Towarzystwie Gospodarskim we Lwowie w oddziale tarnopolskim. Od 1874 był członkiem Wydziału okręgowego w Tarnopolu Galicyjskiego Towarzystwa Kredytowego Ziemskiego. 29 września 1886 został wybrany na posła do Rady Państwa VII kadencji z kurii wielkich posiadłości w okręgu wyborczym nr 20 Tarnopol-Zbaraż-Skałat-Trembowla. Był członkiem Koła Polskiego, w imieniu którego zabierał głos, między innymi w sprawie rządowego projektu opodatkowania alkoholu. Posłował do 14 października 1888, kiedy to zrzekł się mandatu.
Wiele świadczył na cele społeczne. Ufundował kościół w Bucniowie projektowany przez Juliana Zachariewicza, ukończony w 1880. Tablice pamiątkowe fundatorów kościoła w grobowcu rodzinnym w kościele w Bucniowie z płaskorzeźbą kamienną, dzieło lwowsko-wiedeńskiego rzeźbiarza Stanisława Romana Lewandowskiego (1859–1940) z roku 1920. Postawił także cerkiew greckokatolicką w Nastasowie.

## Rodzina i życie prywatne
Był synem Wojciecha i Sabiny z Pogłodowskich, brat Macieja Zenona. Z małżeństwa zawartego w r. 1872 z Henryką Stefanią Skarbek Kruszewską (zm. 1888) miał czworo dzieci: Władysława Józefa, Wincentego (1886–1913), Felicję (1888–1981) i Marię.

## Odznaczenia
odznaczony przez papieża Leona XIII Komandorią Orderu św. Grzegorza.